# Gare de Tsoukouryne
La gare de Tsoukouryne, en ukrainien : Станція Цукурине, est une gare du réseau ferré de Donestk, elle est située en Ukraine.

## Situation ferroviaire
Elle se situe sur la ligne de chemin de fer Kourakhovka-Pokrovsk. 

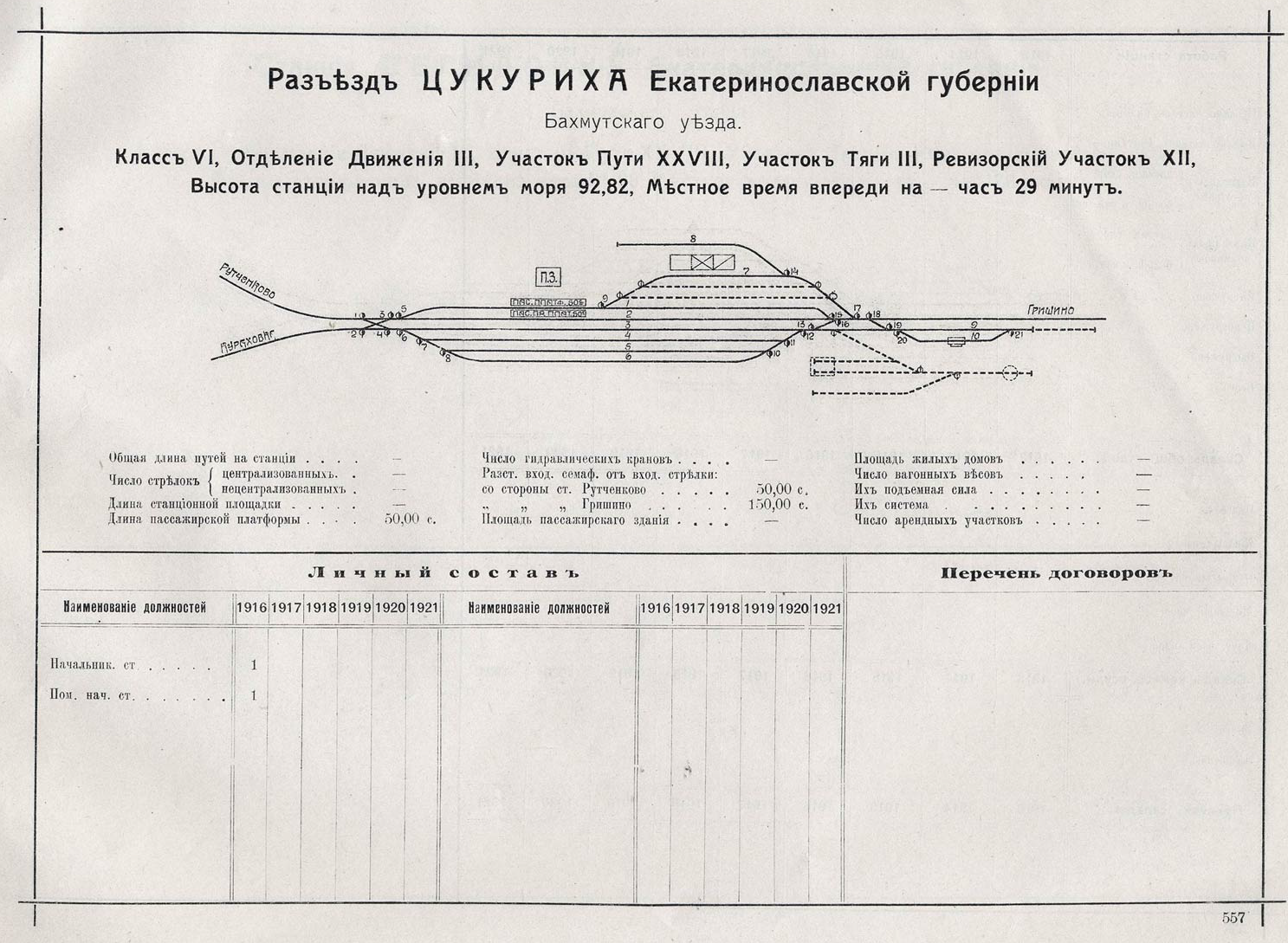
Plan d ela gare.

## Histoire
Cette gare est utilisée pour le transport de marchandises et de passagers. Elle est ouverte en 1916 sur le lieu Цукрова балка, Barre à sucre, ancienne route de passage de ce commerce. En mai 1917 elle est ouverte au trafic passagers.
Elle a un embranchement vers Kourakhivka gare cul-de-sac qui dessert l'usine locale.